# Muhlis Tayfur
Muhlis Tayfur (Erzurum, 1922 – 21 luglio 2008) è stato un lottatore turco, specializzato nella lotta greco-romana.

## Palmarès

### Olimpiadi
- Argento a Londra 1948 nei pesi medi.